# NGC 4013
NGC 4013は、おおぐま座の方角に約5500万光年離れた位置にある真横を向いた棒渦巻銀河である。長時間露光写真によると、NGC 4013の銀河円盤は特徴的なピーナッツ形をしており、N体シミュレーションによると、視線に垂直な恒星の集まりから構成されていることが示唆される。

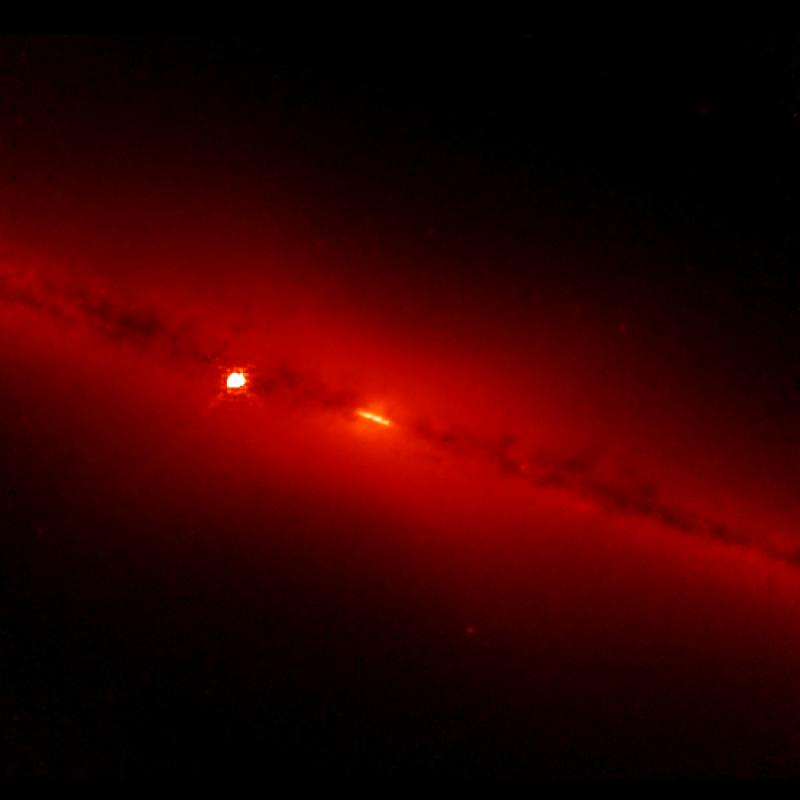
NGC 4013の若い恒星の環

近年撮影されたNGC 4013の深色画像によって、銀河核から8万光年以上の長さのループ状の潮汐流が存在することが明らかとなった。この構造は、NGC 4013と衝突した際に潮汐力で引き裂かれた小さな銀河の残骸であると考えられている。
12等級の超新星SN 1989Zが1989年12月30日に発見された。